# Jacqueline Foster
Jacqueline Foster (n. 30 decembrie 1947) este un om politic britanic, membru al Parlamentului European în perioada 1999-2004 din partea Regatului Unit.
1. ↑  Deputații în Parlamentul European